# Nachabino
Nachabino (ros. Нахабино) – osiedle typu miejskiego w Rosji, w obwodzie moskiewskim. W 2020 liczyło 46 487 mieszkańców.